# Necydalinae
Necydalinae Latreille, 1825 è una sottofamiglia di coleotteri della famiglia Cerambycidae.

## Descrizione

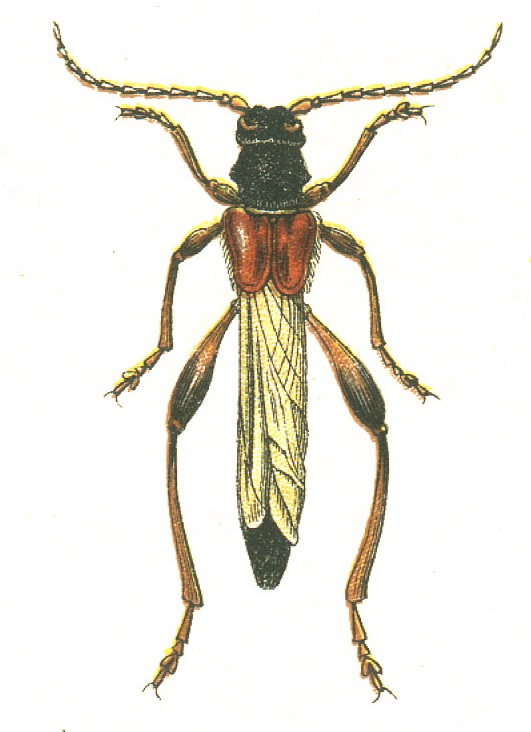
Necydalis major (Linnaeus, 1758)

I necidalini sono caratterizzati da corpo estremamente allungato ed elitre più o meno ridotte. Tali caratteristiche sono presenti anche in alcune tribù di Cerambycinae (Molorchini, Psebiini, Hesthesini), e sono in generale comuni a molti coleotteri con elitre accorciate (stafilinidi).

Ulteriori caratteri distintivi sono l'area stridulatoria divisa, le coxe anteriori più o meno globose, le tempie sviluppate,  il capo prognato talvolta prolungato in rostro (generi sudamericani, tra cui Hephaestion) e le forme larvali simili a quelle dei Lepturinae.

I generi più primitivi (Stenorhopalus, Hephaestion), caratterizzati da elitre praticamente complete, non sono molto dissimili da certi Rhagiini (es. Stenocorus), mentre i generi più evoluti (Necydalis, Callisphyris, Ulochaetes)  hanno elitre cortissime e ali pigmentate. Questi ultimi appaiono perciò molto simili agli imenotteri icneumonidi, con i quali è stato ipotizzato un mimetismo di tipo batesiano.

## Biologia
Le larve dei necidalini attaccano legno morto o marcescente di svariate latifoglie.

Da osservazioni fatte sui Necydalis russi, la larva scava la camera ninfale appena al di sotto della scorza ma, a differenza di tutti gli altri cerambicidi si dispone con l'addome (invece che con il capo) verso l'uscita. L'adulto, una volta schiuso, deve quindi girarsi all'interno della cella per poter uscire.

Gli adulti dei Necydalini sono diurni, ma non vengono attratti che eccezionalmente dai fiori. Si possono trovare su cortecce di alberi o al volo, talvolta in pieno sole.

## Distribuzione e habitat
Le specie della sottofamiglia Necydalinae sono diffuse in una zona che parte dal sud dell'America meridionale (dove risiede la maggioranza dei generi), attraversa il Nord America occidentale fino a raggiungere l'Asia. Solo due specie (Necydali major e Necydali ulmi) sono diffuse (e rare) in Europa.

## Sistematica
La sottofamiglia comprende i seguenti generi:
- Atelopteryx Lacordaire, 1869
- Callisphyris Newman, 1840
- Cauarana Lane, 1974
- Hephaestioides Zajciw, 1961
- Hephaestion Newman, 1840
- Mendesina Lane, 1974
- Necydalis Linnaeus, 1758
- Parahephaestion Melzer, 1930
- Planopus Bosq, 1953
- Platynocera Blanchard in Gay, 1851
- Psebena Gahan in Shelford, 1902
- Rhathymoscelis Thomson, 1860
- Ulochaetes LeConte, 1854